# História e Memória
História e Memória é um livro publicado em 1988 que reúne diversos ensaios escritos por Jacques Le Goff entre 1977 e 1982, que foram originalmente publicados em diversos volumes da Enciclopédia Einaudi.
Neles, Le Goff busca reconstruir o conceito de história, abordando, historicamente, como este conceito foi concebido desde a Antiguidade clássica, com Heródoto, passando pelas concepções de Santo Agostinho, de Ibne Caldune até a contemporaneidade, com Michel de Certeau, Marc Bloch e a Escola dos Annales.
O pressuposto de Le Goff é de que existem dualidades que foram historicamente utilizadas para conceber a história, construí-la e interpretá-la; por exemplo, antigo/moderno, passado/presente, progresso/reação. Já a dualidade documento/monumento não é antitética como as anteriores, mas sim construída pelos agentes sociais que, a partir de seus documento, erigem as representações possíveis (daí a afirmação de Le Goff de que o documento tornou-se monumento, pretendendo a permanência e delimitação das interpretações possíveis sobre uma época, fato, acontecimento, personagem, etc.).
Os demais capítulos (História, Idades Míticas, Escatologia, Decadência, Memória e Calendário) visam discutir conceitos que não se opõem a outros, mas que são constantemente trabalhados pelo historiador como pressupostos, como "pré-noções", que influenciaram o trabalho histórico ao longo do tempo.
Explorando exaustivamente os termos, História e Memória é resultado da reflexão de um historiador renomado sobre seu fazer e sobre o fazer de seus companheiros de ofício.

## História e Memória: ocidental e ambíguo
O conceito de moderno aparece no meio do século XIX e constitui-se em uma reação ambígua da cultura à agressão do mundo industrial. Esta ideia de modernização é introduzida em outros lugares, principalmente no terceiro mundo onde modernização torna-se algo nascido do contato com o ocidente. Os conceitos antigo/moderno nem sempre foram opostos: no século XVI a historiografia ocidental divide a história em três idades: Antiga, Medieval e Moderna, sendo Moderna Oposta a Medieval, e não a antiga. O Renascimento, no século XVI, traz exatamente o resgate do passado, da antiguidade. O moderno torna-se a retomada do antigo, a Antiguidade Clássica. Nas sociedades mais tradicionais a antiguidade tem valor de seguro. Os mais antigos têm mais conhecimentos e são os depositários da memória coletiva, há um grande valor no conselho dos antigos. Apesar de também, como nas sociedades modernas, haver um desprezo pela decrepitude. O antigo, assim, participa da ambiguidade de conceitos, oscilando entre a sabedoria e a senilidade. O jogo dialético gerado pelo moderno e a consciência de modernidade nasce da ruptura com o passado. O estudo do par antigo/moderno passa pela análise do momento histórico que segrega a ideia de modernidade, que cria a antiguidade (para denegrir ou exaltar; ou mesmo para distinguir ou afastar), pois ela destaca a modernidade promovendo-a ou vilipendiando-a.

## A ambiguidade do antigo
O termo antigo pode tanto dar um valor neutro, não o associando à tradição greco-romana, que pode ser sublimado (como Terra = mãe antiga) ou depreciado (Diabo = antiga serpente). Vemos no Cristianismo a oposição do Antigo e do Novo Testamento. À primeira vista, como uma nova lei, o Novo Testamento substitui o anterior, a caridade substitui a justiça a qual é superior, mas a antiga lei tem o seu prestígio da antiguidade e das origens. Na mesma época que antigo passa a indicar a Antiguidade Clássica, retomados pelo Renascimento, os humanistas chamam de escrita antiga a escrita carolíngia, e com isso, “à antiga” torna-se pejorativo, pois se refere a Idade Média (antiguidade grosseira, gótica). O antigo é associado à ideia de velho, usado. Como o Renascimento retoma aspectos da Antiguidade como modelo a ser imitado, a oposição antigo/moderno torna-se menos oposição passado/presente e mais duas formas de progresso: o eterno retorno, circular (que põe a Antiguidade como de grande valor) e o progresso pela evolução linear (que privilegia o que se desvia da Antiguidade). Assim, a Idade Moderna torna-se quase anti-humanista, pois o humanismo e a Antiguidade estão intimamente associados. O moderno alia-se ao que a Antiguidade tinha substituído, destruído ou condenado: os primitivos e os bárbaros.

## Moderno e seus concorrentes
Moderno assinala uma tomada de consciência de ruptura com o passado. Novo já carrega o caráter de esquecimento ou ausência de passado. Esta ausência de passado pode ser pejorativa como no caso dos “novos-ricos” (endinheirados que não são nobres) ou “novos apóstolos” (pregadores itinerantes que não se tem legitimação de conhecimento pela Igreja). Mas também tem seu sentido de recém aparecido, novo nascimento e de pureza. Moderno é arrastado também pelo uso de progresso. Mas com o contínuo uso de progresso derivando para progredir e progressista, moderno cai na desvalorização. No tempo da Revolução Industrial, moderno não terá o frescor e a inocência de novo e nem o dinamismo de progressista.

## Memória e História
Um sinal da Renascença carolíngia foi a tomada de consciência do modernismo: era o “século moderno”. No século XII temos a modernidade como um progresso secular. Somente no século XIV temos vários movimento que abertamente reivindicam a si como modernidade ou novidade e se opõem, explicitamente ou não, as ideias e práticas anteriores, antigas. Moderno vai ganhando conotações de inovação no século XIV. Para o Renascimento, moderno não pode se opor ao antigo, aqui o moderno só tem preferência quando imita o antigo. O moderno se exalta pelo antigo. Na historiografia cria-se a História Antiga e História Moderna (com a supressão da Idade Média). Levantam-se protestos contra esta concepção. No século XVI, a imagem dos antigos de gigantes que levam em seus ombros anões (os modernos) que passa a ser criticada: nem os antigos podem ser considerados gigantes e nem os modernos podem ser considerados anões, mas os homens modernos são mais cultos que os antigos devido aos próprios antigos. É a noção de acúmulo de conhecimento: o mundo está dois mil anos mais velho e mais experiente que no tempo de Aristóteles e Platão. No século XVIII, a noção de moderno e antigo passa a ser do próprio homem numa senoide: ele cresce de criança, atinge o ápice como homem adulto e decai como velho. Às vésperas da Revolução Francesa, o Iluminismo nos traz a noção de progresso contínuo, no qual há o privilégio do moderno.

## Ambiguidade da modernidade
O moderno tende a se negar e se destruir, afinal é questão de tempo até deixar de ser moderno. Da idade média ao século XVIII o argumento era de que os antigos foram modernos a seu tempo. Neste sentido moderno não se associa a moda. A valorização do novo por ser novo esvazia o conteúdo da obra, do objeto, da ideia. Novidade não exige análise mas sim pelo poder social e a pedagogia. Um paradoxo se coloca: o moderno, no presente, volta-se ao passado. Recusa o antigo, mas refugia-se na história: modernidade e moda retrô caminham em par. Henri Lefebvre disse a respeito da modernidade: “é a sombra da revolução, o seu dispensar e por vezes, a sua caricatura”. Esta ruptura dos indivíduos e das sociedades com o passado, esta leitura não revolucionaria, mas irreverente das historia, impregnada de vida cultural e quotidiana constituem também e paradoxalmente um instrumento de adiamento de mudança e de integração. 